# Chứng ngủ rũ
Chứng ngủ rũ là một rối loạn thần kinh lâu dài liên quan đến việc giảm khả năng điều chỉnh chu kỳ ngủ - thức. Các triệu chứng bao gồm thời gian buồn ngủ ban ngày quá mức thường kéo dài từ vài giây đến vài phút và có thể xảy ra bất cứ lúc nào. Khoảng 70% những người bị ảnh hưởng cũng trải qua các giai đoạn mất sức mạnh cơ bắp đột ngột, được gọi là cataplexy. Những trải nghiệm này có thể do những cảm xúc mạnh mẽ. Ít phổ biến hơn, người bệnh có thể không có khả năng di chuyển hoặc ảo giác sống động trong khi ngủ hoặc thức dậy. Những người mắc chứng ngủ rũ có xu hướng ngủ với cùng số giờ mỗi ngày như những người không mắc bệnh, nhưng chất lượng giấc ngủ có xu hướng tồi tệ hơn.
Nguyên nhân chính xác của chứng ngủ rũ vẫn chưa được biết, với khả năng có nhiều nguyên nhân. Trong tối đa 10% trường hợp, có tiền sử gia đình bị rối loạn. Thông thường, những người bị ảnh hưởng có nồng độ orexin neuropeptide thấp, có thể là do rối loạn tự miễn dịch. Chấn thương, nhiễm trùng, độc tố hoặc căng thẳng tâm lý cũng có thể đóng một vai trò. Chẩn đoán thường dựa trên các triệu chứng và nghiên cứu giấc ngủ, sau khi loại trừ các nguyên nhân tiềm năng khác. Buồn ngủ ban ngày quá mức cũng có thể được gây ra bởi các rối loạn giấc ngủ khác như ngưng thở khi ngủ, rối loạn trầm cảm lớn, thiếu máu, suy tim, uống rượu và không ngủ đủ giấc. Tê liệt cơ bắp khi ngủ có thể bị nhầm lẫn với co giật.
Trong khi không có cách chữa trị bệnh này, một số thay đổi trong lối sống và thuốc có thể giúp đỡ. Thay đổi lối sống bao gồm ngủ trưa ngắn thường xuyên và vệ sinh giấc ngủ. Các loại thuốc được sử dụng bao gồm modafinil, natri oxybate và methylphenidate. Mặc dù ban đầu có hiệu quả, khả năng chịu đựng các lợi ích có thể phát triển theo thời gian. Thuốc chống trầm cảm ba vòng và thuốc ức chế tái hấp thu serotonin có chọn lọc (SSRIs) có thể cải thiện cataplexy.
Khoảng 0,2 đến 600 trên 100.000 người bị bệnh này. Tình trạng này thường bắt đầu ở thời thơ ấu, với nam và nữ bị ảnh hưởng như nhau. Chứng ngủ rũ không được điều trị làm tăng nguy cơ va chạm xe cơ giới và té ngã.

## Dấu hiệu và triệu chứng
Có hai đặc điểm chính của chứng ngủ rũ: buồn ngủ ban ngày quá mức và giấc ngủ REM bất thường. Lần đầu tiên, buồn ngủ ban ngày quá mức (EDS), xảy ra ngay cả sau khi ngủ đủ giấc vào ban đêm. Một người mắc chứng ngủ rũ có khả năng trở nên buồn ngủ hoặc ngủ thiếp đi, thường vào những thời điểm và địa điểm không phù hợp, hoặc chỉ rất mệt mỏi suốt cả ngày. Người bị mắc chứng này không thể trải nghiệm số lượng giấc ngủ sâu phục hồi mà những người khỏe mạnh trải qua - họ không "ngủ quá nhiều". Trong thực tế, người bệnh sống toàn bộ cuộc sống của họ trong tình trạng thiếu ngủ liên tục.
Buồn ngủ quá mức có thể khác nhau về mức độ nghiêm trọng và nó xuất hiện phổ biến nhất trong các tình huống đơn điệu không cần nhiều tương tác. Những giấc ngủ ngắn vào ban ngày có thể xảy ra với rất ít cảnh báo và có thể không thể cưỡng lại được. Những giấc ngủ ngắn này có thể xảy ra nhiều lần trong ngày. Họ thường làm mới, nhưng chỉ trong một vài giờ hoặc ít hơn. Những giấc mơ sống động có thể được trải nghiệm một cách thường xuyên, ngay cả trong những giấc ngủ ngắn rất ngắn. Buồn ngủ có thể kéo dài trong thời gian dài hoặc không thay đổi. Ngoài ra, giấc ngủ đêm có thể bị phân mảnh, với việc thức giấc thường xuyên. Một triệu chứng nổi bật thứ hai của chứng ngủ rũ là giấc ngủ REM bất thường. Người bị mắc chứng ngủ rũ là duy nhất ở chỗ họ bước vào giai đoạn REM của giấc ngủ khi bắt đầu giấc ngủ, ngay cả khi ngủ vào ban ngày.
Các triệu chứng kinh điển của rối loạn giấc ngủ, là tê liệt cơ bắp khi ngủ, tê liệt trong giấc ngủ, ảo giác thôi miên và buồn ngủ ban ngày quá mức. Các triệu chứng khác có thể bao gồm các hành vi tự động và thức giấc vào ban đêm. Những triệu chứng này có thể không xảy ra ở tất cả các bệnh nhân.